# کیکه ستین
انریکه ستین سولار (به اسپانیایی: Enrique Setién Solar) بازیکن سابق و سرمربی اهل فوتبال اهل اسپانیا است.

## افتخارات

### بازیکن

#### اتلتیکو مادرید
- سوپرجام اسپانیا: ۱۹۸۵

## آمارهای مربیگری
تا تاریخ ۱۳ ژانویه ۲۰۲۰
| تیم             | از تاریخ       | تا تاریخ       | آمار | آمار | آمار | آمار | آمار   | منبع  |
| تیم             | از تاریخ       | تا تاریخ       | ب    | پ    | ت    | ب    | % برد  | منبع  |
| --------------- | -------------- | -------------- | ---- | ---- | ---- | ---- | ------ | ----- |
| راسینگ سانتاندر | ۴ اکتبر ۲۰۰۱   | ۳۰ ژوئن ۲۰۰۲   | ۳۶   | ۱۸   | ۱۰   | ۸    | ۰۵۰    | [ ۱ ] |
| Poli Ejido      | ۱ ژوئیه ۲۰۰۳   | ۱۷ نوامبر ۲۰۰۳ | ۱۳   | ۲    | ۴    | ۷    | ۰۱۵    | [ ۲ ] |
| گینه استوایی    | ۱ ژوئیه ۲۰۰۶   | ۸ اکتبر ۲۰۰۶   | ۱    | ۰    | ۰    | ۱    | ۰۰۰٫۰۰ |       |
| Logroñés        | ۳۰ مه ۲۰۰۷     | ۱۵ ژانویه ۲۰۰۸ | ۲۰   | ۵    | ۶    | ۹    | ۰۲۵    | [ ۳ ] |
| لوگو            | ۱۰ ژوئن ۲۰۰۹   | ۱ ژوئیه ۲۰۱۵   | ۲۵۸  | ۹۷   | ۸۳   | ۷۸   | ۰۳۸    | [ ۴ ] |
| لاس پالماس      | ۱۹ اکتبر ۲۰۱۵  | ۲۶ مه ۲۰۱۷     | ۷۸   | ۲۶   | ۱۸   | ۳۴   | ۰۳۳    | [ ۵ ] |
| رئال بتیس       | ۲۶ مه ۲۰۱۷     | ۱۹ مه ۲۰۱۹     | ۹۴   | ۴۰   | ۲۱   | ۳۳   | ۰۴۳    | [ ۶ ] |
| بارسلونا        | ۱۳ ژانویه ۲۰۲۰ | ۱۵ اوت ۲۰۲۰    | ۰    | ۰    | ۰    | ۰    | —      |       |
| کل              | کل             | کل             | ۵۰۰  | ۱۸۷  | ۱۴۳  | ۱۷۰  | ۰۳۷    |       |